# Четврта група јуришних корпуса ЈВуО
Четврта група четничких јуришних корпуса ЈВуО формирана је по наређењу генерала Михаиловића 27. маја 1944. То је била формација у рангу армије. Групу су сачињавали:
- 1. јуришни корпус од три бригаде, командант капетан Предраг Раковић
- 2. јуришни корпус — три бригаде, командант капетан Никола Калабић
- 3. јуришни корпус — три бригаде, командант капетан Војислав Туфегџић
- 4. јуришни корпус — три бригаде, командант капетан Миомир Коларевић
- 5. јуришни корпус — две бригаде, командант капетан Милош Марковић.

Почетком септембра 1944. Западноморавска група оперативних снага ЈВуО под командом капетана Александра Милошевића укључена је у Групу као Шести јуришни корпус ЈВуО.
Свака бригада је требало да има 560 људи, 1-5 лаких и 1-5 тешких минобацача и 15-30 аутоматских оруђа. Укупно у групи је било око 8.000 људи. Њен командант био је мајор Драгослав Рачић, заменик команданта мајор Душан Смиљанић, а начелник штаба капетан Нешко Недић.
Четврта група четничких јуришних корпуса формирана је као крупна мобилна формација у циљу вођења сложених и захтевних ратних операција. Учествовала је у операцији Трумпф у јулу, а затим у борбама на Копаонику августа 1944. против Оперативне групе дивизија НОВЈ. У септембру је представљала главну снагу ЈВуО током Битке на Јеловој гори. Након пораза на Јеловој гори, јуришни корпуси су се повлачили према северу. До краја месеца заједно са деловима СДК и РЗК водили су борбе против Дванаестог корпуса НОВЈ у Подрињу. Пред борбу за Ваљево, Ваљевски корпус укључен је у групу као Седми јуришни.
Првих дана октобра, делови Групе јуришних корпуса водили су борбу за деблокаду немачке посаде у Шапцу. Почев од 3. октобра корпуси су транспортовани из Београда у околину Краљева. У Пожеги су разоружали један батаљон РЗК. Након тога, од 24. октобра учествовали су у пробоју кроз Санџак, заједно са претходницом Шојерлен Групе армија Е.